# Wilhelm Carl Heinrich Grosser
Wilhelm Carl Heinrich Grosser (Breslau, 1869-1942) fue un botánico alemán.

## Algunas publicaciones
- wilhelm c.h. Grosser. 1966. Cistaceae: Mit 179 Einzelbildern in 22 Fig. Das Pflanzenreich 14. Editor Engelmann, 161 pp.

## Eponimia
Género
- (Euphorbiaceae) Grossera Pax[1]

Especies
- (Aceraceae) Acer grosseri Pax[2]
- (Euphorbiaceae) Croton grosseri Pax[3]